# Facansa
Facansa (Fabrica de Carrocerias Andres Nemer S.A.) était une compagnie nationale de carrosserie basée dans la ville de Nueva Helvecia dans le département de Colonia en Uruguay. Elle a produit de 1960 à 1980 des pièces pour les bus de la société COPSA, surtout pour des châssis importés du type Mercedes Benz OH 1313.